# イギリス領ヴァージン諸島の課税

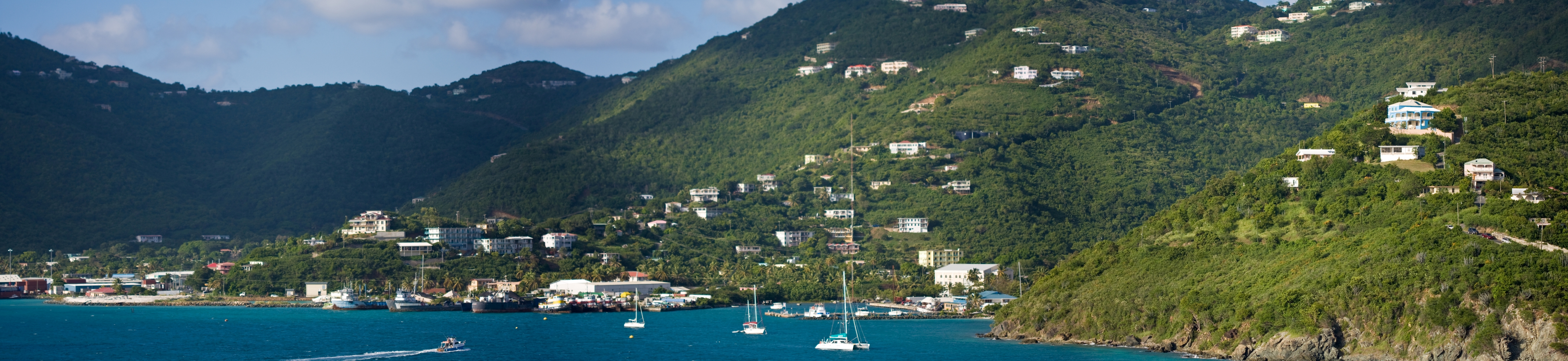
イギリス領ヴァージン諸島

イギリス領ヴァージン諸島の課税は比較できる標準と比べて単純である。
イギリス領ヴァージン諸島のその課税の法律のコピーは紙にして合計およそ200ページになる。イギリス領ヴァージン諸島の課税は何に課税されないかについて大きく注目される。

## 課税なし
イギリス領ヴァージン諸島では次の課税がない。
- 譲渡所得税
- 贈与税
- 営業税もしくは付加価値税
- 利益税（英語版）
- 相続税
- 消費税